# Hyalomyzus himachali
Hyalomyzus himachali är en insektsart. Hyalomyzus himachali ingår i släktet Hyalomyzus och familjen långrörsbladlöss. Inga underarter finns listade i Catalogue of Life.